# Torneo Interbritannico 1964
Il Torneo Interbritannico 1964 fu la sessantanovesima edizione del torneo di calcio conteso tra le Home Nations dell'arcipelago britannico. Il torneo fu vinto congiuntamente dalla Scozia, dall'Inghilterra e dal Nord Irlanda. 

## Risultati
| Data             | Luogo   | Squadra 1        | Risultato | Squadra 2        |
| ---------------- | ------- | ---------------- | --------- | ---------------- |
| 12 ottobre 1963  | Belfast | Irlanda del Nord | 2 - 1     | Scozia           |
| 12 ottobre 1963  | Cardiff | Galles           | 0 - 4     | Inghilterra      |
| 20 novembre 1963 | Glasgow | Scozia           | 2 - 1     | Galles           |
| 20 novembre 1963 | Londra  | Inghilterra      | 8 - 3     | Irlanda del Nord |
| 11 aprile 1964   | Glasgow | Scozia           | 1 - 0     | Inghilterra      |
| 15 aprile 1964   | Swansea | Galles           | 2 - 3     | Irlanda del Nord |

## Classifica
| Pos | Squadra          | Pti | G | V | N | P | GF | GS |
| --- | ---------------- | --- | - | - | - | - | -- | -- |
| 1   | Inghilterra      | 4   | 3 | 2 | 0 | 1 | 12 | 4  |
| 1   | Scozia           | 4   | 3 | 2 | 0 | 1 | 4  | 3  |
| 1   | Irlanda del Nord | 4   | 3 | 2 | 0 | 1 | 8  | 11 |
| 4   | Galles           | 0   | 3 | 0 | 0 | 3 | 3  | 9  |